# Spiracantha
Spiracantha là một chi thực vật có hoa trong họ Cúc (Asteraceae).

## Loài
Chi Spiracantha gồm các loài: